# Меріон (округ, Канзас)
Шаблон:StateAbbr_ 38°24′ пн. ш. 97°09′ зх. д. / 38.4° пн. ш. 97.15° зх. д.
Округ Меріон (англ. Marion County) — округ (графство) у штаті Канзас, США. Ідентифікатор округу 20115.

## Історія
Округ утворений 1855 року.

## Демографія
За даними перепису 
2000 року 
загальне населення округу становило 13361 осіб, зокрема міського населення було 2756, а сільського — 10605.
Серед мешканців округу чоловіків було 6512, а жінок — 6849. В окрузі було 5114 домогосподарства, 3689 родин, які мешкали в 5882 будинках.
Середній розмір родини становив 2,94.
Віковий розподіл населення поданий у таблиці:
| Стать    | До 15 років | 15-21 | 22-29 | 30-39 | 40-49 | 50-65 | 65-85 | Понад 85 |
| -------- | ----------- | ----- | ----- | ----- | ----- | ----- | ----- | -------- |
| Чоловіки | 1378        | 701   | 454   | 772   | 987   | 1062  | 993   | 165      |
| Жінки    | 1293        | 656   | 420   | 802   | 940   | 1072  | 1265  | 401      |

## Суміжні округи
- Дікінсон — північ
- Морріс — північний схід
- Чейс — схід
- Батлер — південний схід
- Гарві — південний захід
- Макферсон — захід
- Салін — північний захід

## Виноски
1. ↑  U.S. Decennial Census. United States Census Bureau. Архів оригіналу за 12 травня 2015. Процитовано 27 липня 2014.
2. ↑  Historical Census Browser. University of Virginia Library. Архів оригіналу за 11 серпня 2012. Процитовано 27 липня 2014.
3. ↑  Population of Counties by Decennial Census: 1900 to 1990. United States Census Bureau. Архів оригіналу за 5 червня 2019. Процитовано 27 липня 2014.
4. ↑  Census 2000 PHC-T-4. Ranking Tables for Counties: 1990 and 2000 (PDF). United States Census Bureau. Архів оригіналу (PDF) за 18 грудня 2014. Процитовано 27 липня 2014.
5. ↑  Annual Estimates of the Resident Population: April 1, 2010 to July 1, 2018. United States Census. Архів оригіналу за 13 лютого 2020. Процитовано 9 червня 2019.
6. ↑  American FactFinder. Бюро перепису населення США. Архів оригіналу за 26 лютого 2012. Процитовано 31 січня 2008.

| США | Це незавершена стаття з географії США. Ви можете допомогти проєкту, виправивши або дописавши її. |